# Dieudonné Dagnelies
Dieudonné Dagnelies  (Lobbes, België, 9 september 1825 – Charleroi, 19 juni 1894) was een Belgisch componist en dirigent.

## Levensloop
Dagnelies kwam heel vroeg in contact met de muziek. Eerst in een klein orkest van zijn vader, die zelf amateur-klarinettist was. Toen in 1837 in Lobbes een blaasorkest met een dirigent Benoit Constant Fauconnier gesticht werd, speelde hij Cornet à piston in dit orkest. Na een korte periode kon hij het instrument al voortreffelijk bespelen en werd hij door andere grotere blaasorkesten aangeworven. Hij besloot in het blaasorkest van Mariemont mee te spelen. Daardoor kon hij ook werken in de Spiegelfabriek Manufacture de Glaces, die tot het orkest behoorde. 
In 1847 werd hij dirigent van de Harmonie Verreries des Mariemont. Bij de toenmalige dirigent van de vereniging uit de buurt Harmonie de Saint Marie d'Oignies, de befaamde Jean-Valentin Bender, de dirigent van het Groot Harmonieorkest van de Belgische Gidsen, kreeg hij privélessen in orkestdirectie.
In 1854 benoemde Bender de leerzame student in de Harmonie de Saint Marie d'Oignies tot sous-chef. Nadat Bender was overleden, werd Dagnelies in 1873 dirigent van het bekende harmonieorkest. Hij trad met dit orkest in Luik voor 10.000 toehoorders op, maar ook in Amsterdam en Parijs.
Ook 28 andere blaasorkesten in de omgeving van Charleroi en in het noorden van Frankrijk dirigeerde hij met succes.
In 1848 ging hij in Mariemont wonen, om zich volledig tot de muziek te wijden. Later stichtte hij in Charleroi een muziekinstrumentenwinkel.

## Composities

### Werken voor harmonie- en fanfareorkest
- Grande Fantaisie Militaire
- Grande Marche Triomphale
- I Masnadieri Ouverture
- Le Bords de la Meuse Ouverture
- Le Marchiennois
- Les Clechettes Mazurka

### Pedagogische werken
- Trompetmethode
- cornetmethode